# Ripipteryx hydrodroma
Ripipteryx hydrodroma är en insektsart som beskrevs av Henri Saussure 1896. Ripipteryx hydrodroma ingår i släktet Ripipteryx och familjen Ripipterygidae. Inga underarter finns listade i Catalogue of Life.